# Arvernes de Clermont-Ferrand
Pour les articles homonymes, voir Arvernes (homonymie).
Uniformes
Les Arvernes de Clermont-Ferrand sont un club de baseball évoluant à Aubière, près de Clermont-Ferrand dans le (Puy-de-Dôme). Leur équipe fanion évolue en Division 2 après avoir connu l'Élite en 2008 et 2009.

## Histoire
Créé le 22 avril 1992 par Olivier Charlionet et François Dulphy, le club est le fruit de plus de 5 années d'activités baseball organisées dans la région de Clermont-Ferrand. Dans une région très pauvre en clubs, la pratique reste occasionnelle et peine à se développer. Il faudra attendre 1995 pour que le club participe à des championnats en Rhône-Alpes ou en Bourgogne.
En 1998, le club vit un tournant. Il arrive pour la première fois à participer au plateau final de la Nationale 2. Fort de ce succès, mais malgré peu de moyens, le club intègre la Nationale 1 en 1999 et continue sa marche en avant.
En 2000, le club se dote de l'une des plus belles infrasctructures du baseball français. Le Stade des Cézeaux, situé dans le complexe du même nom, permet pour la première fois de jouer en France des matchs de nuit et dispose entre autres d'arrosage automatique intégré différentiel. Le club se développe rapidement ensuite, employant un puis deux salariés.
En 2006, l'équipe termine dernière de la poule C de la Nationale 1 avec 5 victoires, 14 défaites et un match nul. C'est cette année qu'est crée le CER (Centre d'Entrainement Régional) qui va permettre au club, dont l'équipe senior voit son niveau baisser, de former des talents qui lui permettront d'atteindre la Division 1.
En 2007, les Arvernes terminent deuxièmes de la poule C de la Nationale 1 avec 16 victoires et 8 défaites, leur donnant accès accès aux play-offs. Clermont enlève le titre de champion de Nationale 1 en battant Compiègne en finale à Pessac et est promu parmi l'Élite.
Avec 9 victoires pour 19 défaites, les Arvernes terminent septièmes sur huit en 2008, leur assurant ainsi le maintien. Malheureusement, après une saison 2009 catastrophique lors de laquelle ils terminent derniers, les Arvernes sont relégués en Nationale 1.

## Présidents
- 1992 - 1993 : Gilles Bourdier
- 1993 - 1996 : Olivier Charlionet
- 1996 - 1997 : Hervé Caullier
- 1997 - 1998 : Stéphanie Sauvadet
- 1998 - 2000 : Olivier Charlionet
- 2000 - 2002 : Bruno Bonnefont
- 2002 (2 mois) : Boris Gravière
- 2002 - 2005 : Stéphane Channac
- 2005 - 2010 : Nicolas Pellet
- 2010 - : Céline Charlemagne

## Identité visuelle

Logo jusqu'en ?
Nouveau logo depuis ?
Variante ronde du nouveau logo

## Palmarès
- Champion de France de Nationale 1 : 2007
- Vice-champion de France Cadet : 2004
- Vice-champion de France Benjamins : 2009